# El Moro (Montserrat)
El Moro, també anomenat Montcau i Roca del Migdía, és amb els seus 1206,2 m sobre el msnm el punt culminant del Serrat del Moro de Montserrat.
Localitzat a poc més de cent metres al Sud del Mirador del Moro, segon cim del Serrat, que s'aboca sobre el precipici de l'anomenada Paret de l'Aeri o de Sant Jeroni, el Moro queda apartat del cingle i separat de l'esmentat Mirador per un collet on es troba l'heliport. El Moro, amb la seva característica forma cònica ben tornejada, és ben visible des de molts indrets, especialment des de la zona cimera de Sant Jeroni i voltants.

## Història
Malgrat la posició endarrerida de Moro respecte a la cinglera principal i la facilitat amb què s'escala per alguns dels seus vessants, li correspon a aquesta roca la rellevància històrica de ser la primera de la que tenim constància escrita d'una escalada duta a terme a Montserrat, tal com ens ho fa saber en Fatjó al seu llibre Història de l'escalada a Montserrat.
D'acord amb Fatjó, es tracta d'un curiós relat publicat el 24 de setembre de 1851 al Diario de Barcelona on s'explica què van veure i com ho van interpretar uns observadors que es trobaven a l'ermita de Sant Jeroni. El relat no diu que la muntanya escalada sigui el Moro o Montcau, és en Josep Barberà qui així ho interpreta en el seu llibre Montserrat pam a pam. En aquella època la majoria de muntanyes i agulles de Montserrat no tenien nom, tret de les més importants i quan el tenien la gent en general el desconeixia.
Incloem el relat complet del Diari de Barcelona pel seu interès, ja que reflecteix la sorpresa amb què ho va rebre una gent d'una època, anterior a la fundació d'Associació Catalanista d'Excursions Científiques, quan ningú a casa nostra concebia que algú es pogués dedicar a escalar muntanyes per mer esport i diversió, i menys encara amb el risc que comportava.
«En una carta que hemos recibido de Igualada con fecha del 22, nos dicen lo siguiente:
» Las personas que se hallaban ayer en las montañas de Montserrat presenciaron una escena que les llenó de asombro. Desde la ermita de San Jerónimo, en cuyo punto se hallaban reunidas algunas famílias de Barcelona, vieron aparecer dos objetos móviles sobre uno de los picos cónicos y aislados, cuya altura es mayor que la de la mas elevada torre de esta capital. Creyóse de pronto que serian algunas aves de rapiña de las que tienen sus nidos en aquellos inaccesibles sitios, pero quedaron aterrados cuando con el ausilio d'un anteojo se convencieron de que aquellos objetos eran dos hombres. Los habitantes de la montaña aseguraron ser cosa imposible y que ningun ser humano había subido hasta allí. Mucho tardaron en convencerse de la realidad, porque verdaderamente pensaba el considerar como habian podido ganar la cumbre d'un agudo pico, que tendrá unas trescientas varas de elevación, cortadas por todos lados gairebé perpendicularmente. Que habian llegado hasta ella era cosa indudadble; empero, todos los que presenciaron este espectáculo creyeron que dificilmente podrian emprender el descenso sin ser víctimas de alguna desgracia; peligro inminente que comprenderá cualesquiera que conozca las escabrosidades de Montserrat. Los animos se afligieron y muchos rogaron a la Virgen protectora de la montaña por la vida de aquellos dos hombres. Se les vió a poco rato darse un estrecho abrazo, y empezaron a bajar sin valerse de cuerdas, agarrándose únicamente de los salientes de las piedras. No creemos que pueda hacerse una escensión mas difícil y espuesta. Sin embargo la realizaron con toda felicidad. Cuantas personas presenciaron su arrojo se acercaron a saludarles deseando saber sus nombres. Se llaman D. José Pujol y D. Francisco López Fabra. Se ignora el motivo que les impulsó a tan temeraria empresa. No falta quien piadosamente indicara que tal vez seria el cumplimiento de algun voto, contraido en medio de los peligros de grandes viajes. El primero de ellos ha hecho ya treinta y nueve espediciones a América, y va a emprender la cuarenta; el segundo se halla de regreso d'una espedición por toda Europa y hace un mes se halló en una ascensión análoga en el Mont Blanch y al gran San Bernardo. Ambos aseguraron que desde aquella elevación habian disfrutado d'un panorama pintoresco d'una gran parte del Principado, y que para hacer una espedición arriesgada y gozar d'una de las mas estensas y admirables vistas del mundo no era preciso salir de España. Verdaderamente la montaña de Montserrat no tiene rival en el mundo y debe ser considerada como la perla de Cataluña.»

## Aproximació
Del Monestir estant, agafar les escales que pugen a l'esquerra del brollador de la font del Portal. Al capdamunt, deixant el camí del Viacrucis a mà esquerra, creuar a l'altra vessant per un pontet. Al cap d'uns 15 minuts passar un estret amb escales entre dues roques conegut com a pas dels Francesos. Als 20 minuts s'arriba al nus de camins de la plaça de Santa Anna, seguir el que surt recte cap al nord-oest. Als 24 minuts deixar a mà dreta un corriol que duu a Sant Benet i un camí d'enllaç amb la Serra de les Lluernes als 29 minuts. Als 30 minuts s'arriba al nus de camins del Pla dels Ocells, on cal deixar de banda els dos camins que van cap a l'esquerra. Als 44 minuts, seguir a la dreta el camí de la balma del Cavall. Als 47 minuts, després de les basses de Sant Antoni, continuar pel camí d'enllaç amb la Serra de les Lluernes, a mà esquerra. Als 55 minuts, després d'una curta ziga-zaga, enllaçar amb el camí nou de Sant Jeroni, seguir a la dreta i, a la 1 hora i 8 minuts ens trobarem a l'Ermita de Sant Jeroni. Des d'aquí agafar el camí cap a la dreta en direcció al Mirador de Sant Jeroni on es troben les antenes. No cal arribar-hi, sinó deixar-lo a l'esquerra per anar cap al Moro que ja veurem davant, al peu del qual es troba l'heliport.

## Vies d'escalada
| Via                   | Primera ascensió | Longitud | Dificultat | Ressenya           |
| --------------------- | ---------------- | -------- | ---------- | ------------------ |
| Normal cara Sud       |                  | 60 m.    | II         | - Esgarrapacrestes |
| Normal cara Nord Oest |                  | 20 m.    | II         |                    |